# Благодарная Россия — Героям 1812 года
Памятник «Благодарная Россия — Героям 1812 года» (также известен как «памятник с орлами») — один из самых известных памятников Смоленска, был воздвигнут в честь 100-летия Отечественной войны 1812 года.

## Местонахождение и внешний вид

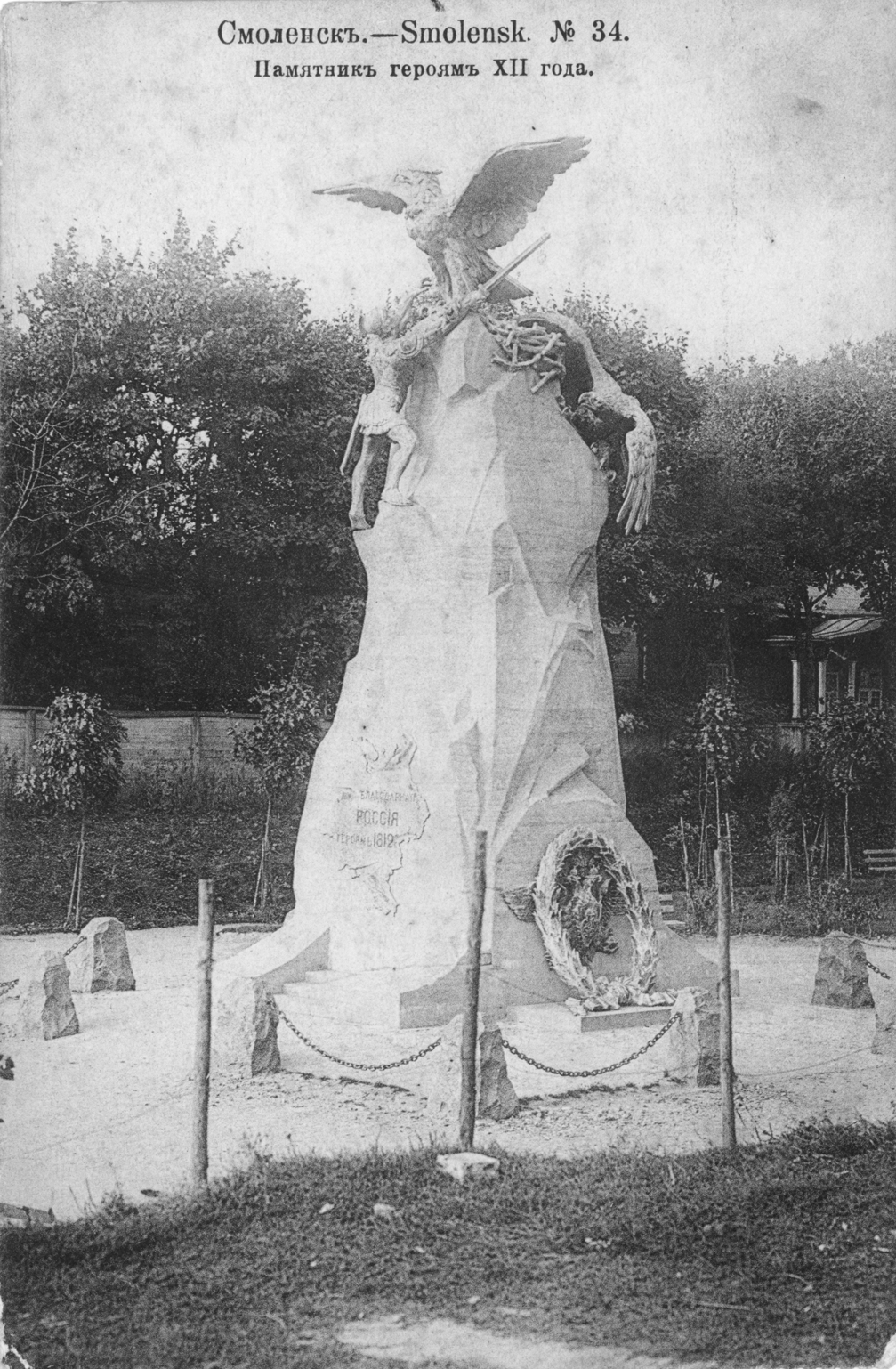
Памятник «Благодарная Россия» на открытке начала XX века.

Памятник находится в центре Сквера Памяти Героев, напротив входа в бывшее здание городского училища (ныне — музей Великой Отечественной войны). Композиция памятника символизирует собой неприступность России, которую в 1812 году защищали армии Барклая-де-Толли и Багратиона, соединившиеся у Смоленска. Памятник представляет собой большую скалу, на вершине которой два больших орла защищают гнездо, к которому по скале взбирается галл в доспехах и с мечом в руке. Общая высота памятника составляет 9,6 метров.
Постамент памятника полый внутри, каменный, покрытый цементом и гранитной крошкой. Скульптуры орлов и галла изготовлены из бронзы. На скале с западной стороны написаны имена командующих воинскими соединениями, защищавшими Смоленск в 1812 году: Барклая-де-Толли, Багратиона, Неверовского, Раевского, Дохтурова. С противоположной стороны у основания скалы помещена рельефная карта европейской части России с надписью «Благодарная Россия — Героям 1812 года». С двух боковых сторон памятника находятся обрамлённые бронзовыми венками гербы России и Смоленска. Памятник окружает невысокая ограда, составленная из гранитных тумб и железных цепей.

## История памятника
Памятник был заложен 6 августа 1912 года в ходе празднований 100-летия Отечественной войны 1812 года. Проект памятника составили скульптор С. Р. Надольский и инженер Н. С. Шуцман. 10 сентября 1913 года состоялось торжественное открытие памятника.
В 1955 году памятник был капитально отреставрирован.
Памятник «Благодарная Россия — Героям 1812 года» считается одним из лучших памятников в Смоленске.
|                                      |                    |                    |
| Памятник на открытке начала XX века. | Открытие памятника | Открытие памятника |